# Lie Detector
Lie Detector, född 3 mars 2004 på Menhammar stuteri i Ekerö i Stockholms län, är en varmblodig travhäst. Hon tränades av Stefan Hultman och kördes av Örjan Kihlström.
Lie Detector tävlade åren 2007–2009 och sprang in 5,2 miljoner kronor på 30 starter varav 13 segrar, 6 andraplatser och 4 tredjeplatser. Hon tog karriärens största segrar i Guldstoet (2007), långa E3 (2007), Drottning Silvias Pokal (2008) och Stochampionatet (2008). Hon kom även på andraplats i Svenskt Trav-Oaks (2007), Breeders' Crown för 3-åriga ston (2007) och Sto-SM (2009) samt på tredjeplats i Svenskt Travderby (2008).